# امنیت جامعه‌محور
امنیت جامعه‌محور مفهومی است که توسط مکتب مطالعات امنیتی کپنهاگ ابداع شده و بر توانایی یک جامعه در تداومِ هویت و شخصیت خود تمرکز دارد. این مفهوم در دهه 1990 در بافتِ پایان جنگ سرد شکل گرفت و در تحلیل ساختار اتحادیه اروپا نیز کاربرد دارد. این پارادایم،نقش برجسته دولت را در تضمین امنیت رد می‌کند، و در عوض بر مسائل مربوط به هویت جامعه و پویایی اجتماعی تاکید دارد.

## زمینه
پایان جنگ سرد محققان را بر آن داشت تا در مورد الگوی امنیت  تجدید نظر کنند و آن را مستقل از دولت و ارتش در نظر بگیرند.  در اروپا ، فروپاشی اتحاد جماهیر شوروی منجر به ظهور کشورهای جدید و تلاش های مداوم برای پیگیری اتحادیه اروپا شد. نظم جدید خواستار (دوباره) مفهوم سازی اروپا و امنیت اروپا بود ، که درک کلاسیک امنیت را به عنوان چیزی که بین دولت ها اتفاق افتاده است به چالش می کشید. مفهوم امنیت اجتماعی ، که توسط محققان مرتبط با انستیتوی تحقیقات صلح کپنهاگ ایجاد شده است ، در این زمینه قرار دارد.  امنیت اجتماعی به این موارد مربوط می شود: "توانایی جامعه در ادامه حیات خود در شرایط متغیر و تهدیدهای احتمالی یا واقعی. 